# Antoni Corone
Antoni Corone, född 17 augusti 1961 i Willoughby, Ohio, är en amerikansk skådespelare. Han är bland annat känd för rollen som Frank "The Fixer" Urbano i TV-serien Oz under säsong 5 och 6.

## Filmografi i urval
- 1991 - Det perfekta brottet
- 1993 - Den galopperande detektiven
- 1993 - Miljonär med förhinder
- 1994 - Specialisten
- 1995 - Fair Game
- 1995 - Familjen Perez
- 1998 - Truman Show
- 2003 - Bad Boys II
- 2003 - Out of Time
- 2004 - The Punisher